# Turismo cristiano
El turismo cristiano es una subcategoría de turismo religioso y una de las ramas más importantes del turismo de esta categoría. Se estima que el siete por ciento de los cristianos del mundo -unos 150 millones de personas- se desplazan como peregrinos cada año.

## Definición
El turismo cristiano se refiere a toda la industria de los viajes cristianos, el turismo y la hospedería. En los últimos años ha crecido de tal forma que no solo incluye el emprendimiento individual o en grupos de peregrinación y los viajes misioneros, sino también  viajes religiosos en cruceros, ocio, becas, vacaciones, las cruzadas, reuniones, retiros, visitas a monasterios, estancias y campamentos cristianos y obviamente visitar lugares de interés turístico cristiano o católico.

## Turismo católico

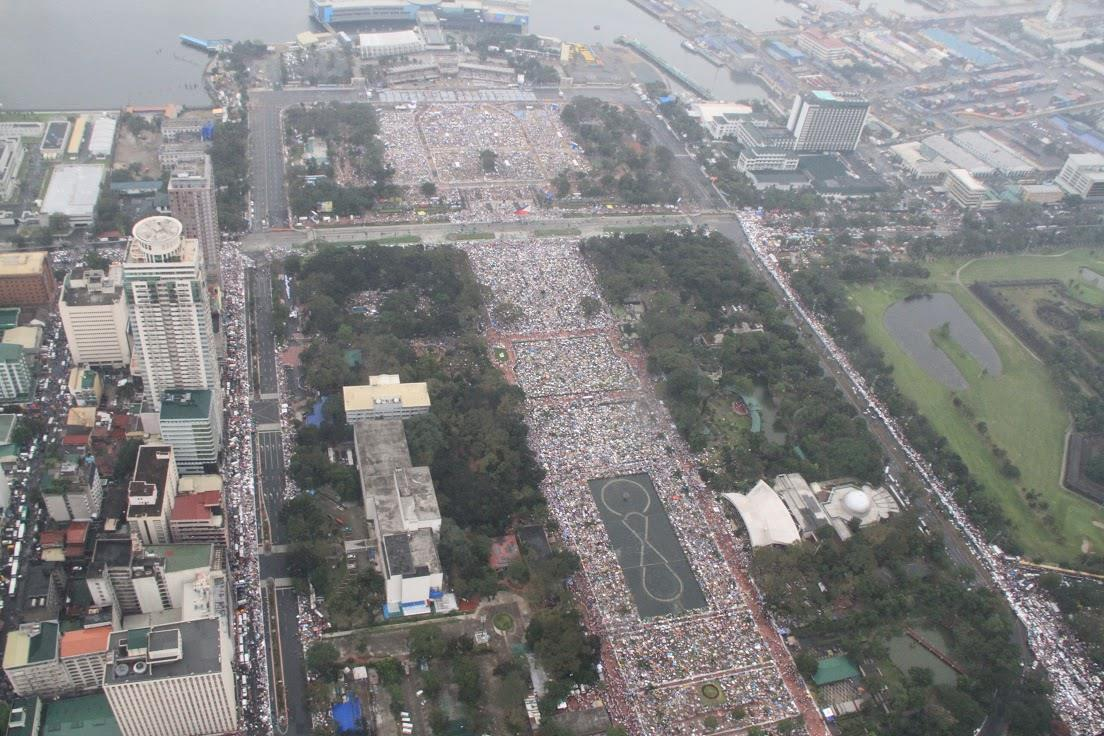
La misa celebrada en el Parque Rizal de Manila por el Papa Francisco en 2015, es el evento católico con mayor concurrencia en la historia de la Iglesia.

La Iglesia católica incluye dentro de sus conferencias episcopales la pastoral del turismo y migraciones, dentro de la cual se incluye el turismo religioso. El Pontificio Consejo para la Pastoral de los Emigrantes e Itinerantes ha desarrollado el documento Erga Migrantes Caritas Christi (La Caridad de Cristo hacia los Emigrantes) en donde reflexiona sobre esta temática y muchas otras temáticas.
Dentro de los destinos más concurridos por el mundo católico, se encuentra la asistencia y peregrinaje a eventos vinculados a celebraciones de la Iglesia, la visita a templos y lugares con significado espiritual, como los santuarios. La Ciudad del Vaticano es uno de los principales destinos para los católicos a nivel mundial.

## Organizaciones y/ó lugares
Aunque no hay ningún estudio definitivo sobre el turismo cristiano, algunas organizaciones o lugares relacionados con esta industria son: 
- Según la Asociación Religiosa de Gestión de Conferencias, en 2006 más de 14,7 millones de miembros de CRM asistieron a las reuniones religiosas, un aumento de más de 10 millones desde 1994 con 4,4 millones de asistentes;
- La Iglesia Metodista Unida ha experimentado un aumento de 455% en los Voluntarios de Misión entre los años 1992, con casi 20.000 voluntarios y 2006, con 110.000 voluntarios;
- El campamento cristiano y la Conferencia de Estados de la Asociación estima que más de ocho millones de personas están involucradas en los campamentos de miembros de CCCA y conferencias, incluyendo más de 120.000 iglesias;
- Las misiones a corto plazo cuentan con 1,6 millones participantes al año;
- Atracciones cristianas incluyen Sight & Sound Teatro atrayendo a 800.000 visitantes al año, mientras que la Holy Land Experience y Enfoque en la Familia en cada centro recibe cerca de 250.000 visitantes al año. Recientemente lanzó atracciones cristianas que incluyen la creación del Museo y Biblioteca Billy Graham, ambos de los cuales se espera recibir unos 250.000 visitantes cada año también;
- 50.000 iglesias en los Estados Unidos poseen un programa de viajes o el ministerio de viajes;
- La Iglesia La Luz del Mundo reúne cada año en su máxima festividad denominada "LA SANTA CONVOCACIÓN" a más de 600.000 personas en su sede mundial ubicada en Guadalajara, México. Según datos del INEGI, dicha Asociación Religiosa es la segunda con más adeptos en la República Mexicana;
- Cada año son múltiples los viajantes a la Semana Santa en Popayán, y a la Semana Santa en Sevilla;
- Sáchica es un lugar de peregrinaje dada su diversidad religiosa con antiguas iglesias coloniales católicas, la sala de oración fundacional en estilo colonial de la Iglesia de Dios Ministerial de Jesucristo Internacional, y esculturas indígenas;
- La Cruzada Estudiantil y Profesional de Colombia constantemente organiza peregrinaciones a Tierra Santa;
- La Iglesia de Dios Ministerial tiene como lugares de turismo cristiano sus salas de oración ubicadas en Weston-Florida (sede mundial), y en el barrio Colina Campestre en Bogotá (sede nacional).

## Artículos publicados
- CBS Early Show: El descanso, la relajación, y la religión
- Time Magazine: Espíritu y la aventura
- EE. UU. HOY: En un ala y una oración
- The New York Times: 21st-century de viajes religiosos, Deja el saco en casa
- El "Los Ángeles Times": Más agencias están al servicio de la manada - los viajeros religiosos
- Las empresas ven un mayor interés en viajes espirituales
- Rocky Mountain News: En los pasos de los fieles
- Yahoo! Business Traveler: Keeping the Faith
- Washington Post: buscar respuestas con los viajes de campo en la fe
- "Guardián Nassau" (Bahamas): El nicho religioso siendo blanco de las Bahamas Ministerio